# Джеферсон Дуглас дос Сантос Батіста
Джеферсон Дуглас дос Сантос Батіста або просто Джеферсон (порт.-браз. Jeferson Douglas dos Santos Batista, нар. 13 лютого 1989, Белу-Оризонті, штат Мінас-Жерайс, Бразилія) — бразильський футболіст, півзахисник.

## Життєпис
Розпочав професійну кар'єру в «Атлетіко Мінейро» з його рідного міста Белу-Орізонті. Виступав в основному за другу команду. Потім грав на правах оренди за клуби КРБ і «Демократа». У 2010 році перейшов в «Інтернасьйонал», де виступав за другу команду.
У січні 2011 року прибув на перегляд у сімферопольську «Таврію». Джеферсон добре проявив себе на зборах і головний тренер «Таврії» Валерій Петров був готовий підписати з ним контракт. У підсумку з ним договір не був укладений, по ряду причин. Джеферсон порушував спортивний режим, у нього також виявилося декілька агентів і по одним документам він належав «Атлетіко Мінейро», а за іншими - «Інтернасьоналю», також були документи за якими він був вільним агентом.
У березні 2011 року підписав довгостроковий контракт із запорізьким «Металургом». На той час у команді була велика кількість бразильських гравців - Андерсон Рібейро, Жуніор, Матеус, Фабіано і Штефанелло. У Прем'єр-лізі України дебютував 3 квітня 2011 року в виїзному матчі проти харківського «Металіста» (3:0), Джеферсон вийшов на 61-ій хвилині замість Фабіо. 14 травня 2011 року в матчі молодіжної першості України проти «Севастополя» (2:1), Джеферсон забив перший гол в матчі на 15-ій хвилині у ворота Ігоря Литовки, ударом зі штрафного. Наступного дня провів свою другу і останню гру в Прем'єр-лізі проти «Севастополя» (2: 1).
За підсумками сезону 2010/11 років «Металург» посів останнє 16-те місце і вилетів до Першої ліги України. Джеферсон провів 2 матчі в Прем'єр-лізі, в молодіжній першості зіграв 5 матчів і забив 1 м'яч. У наступному сезоні у Першій лізі провів 3 матчі і забив 2 м'яч, в ворота «Львова» і бурштинського «Енергетика». У Кубку України провів 1 матч, проти полтавської «Ворскли», Джеферсон відіграв 3 хвилини. Зустріч закінчилася перемогою «Металурга» (3:0). На початку 2012 року залишив «Металург».